# Racjonalne gospodarowanie
Racjonalne gospodarowanie – jest jednym z kluczowych pojęć w ekonomii, w myśl którego podmiot dokonuje takiej alokacji ograniczonych zasobów, które optymalizują korzyści, jakie z tego czerpie.

## Zasada racjonalnego gospodarowania
Zasada racjonalnego gospodarowania może być sformułowana w dwóch wymiarach:
- Maksymalizacja efektów, przy założonym poziomie nakładów
- Minimalizacja nakładów, przy założonym poziomie efektów

Racjonalność postępowania wymaga, aby podmiot zbierał i analizował przy pomocy rozumu wszystkie informacje niezbędne do podjęcia właściwej decyzji o alokacji zasobów. Oznacza to, że postulat racjonalności wymaga od podmiotu znajomości wszystkich tych informacji oraz zdolności do ich właściwego przetworzenia.
W praktyce takie warunki są rzadko spełnione, ze względu na ograniczoność dostępnej w danym momencie wiedzy. Zdobycie wiedzy, która pozwoliłaby na dokonanie najlepszej możliwej decyzji, także wiąże się z poniesieniem określonych kosztów, co oznacza obniżenie efektywności rozwiązania. W związku z tym podmioty gospodarcze podejmują decyzje w warunkach ryzyka i niepewności.
Do racjonalnego gospodarowania zmusza rzadkość zasobów i dóbr dostępnych w gospodarce.
Warunkiem racjonalnego gospodarowania jest możliwość wyboru pomiędzy różnymi wariantami rozwiązań, a także sprecyzowane kryteria wyboru. Rozwiązanie najbardziej racjonalne z punktu widzenia jednego kryterium nie musi takie być w kontekście innego kryterium.

## Racjonalność rzeczywista i proceduralna
Ze względu na te ograniczenia Herbert Simon, laureat Nagrody Nobla w dziedzinie ekonomii, dokonał rozróżnienia racjonalności rzeczywistej oraz racjonalności proceduralnej.
- Racjonalność rzeczywista odnosi się do wyniku decyzji gospodarczej. Decyzja jest racjonalna, gdy prowadzi do najlepszego możliwego wyniku. Jest to kryterium bezwzględne.
- Racjonalność proceduralna odnosi się do sposobu podejmowania decyzji gospodarczej. W myśl takiego kryterium, za racjonalną uznaje się taką decyzję, która w danych warunkach gospodarczych przybliża podmiot do najlepszego możliwego wyniku bardziej, niż inne decyzje. Jest więc względnym kryterium oceny decyzji gospodarczych.

Obecnie ekonomiści posługują się proceduralnym znaczeniem racjonalności gospodarowania.